# Anšlavs Eglītis

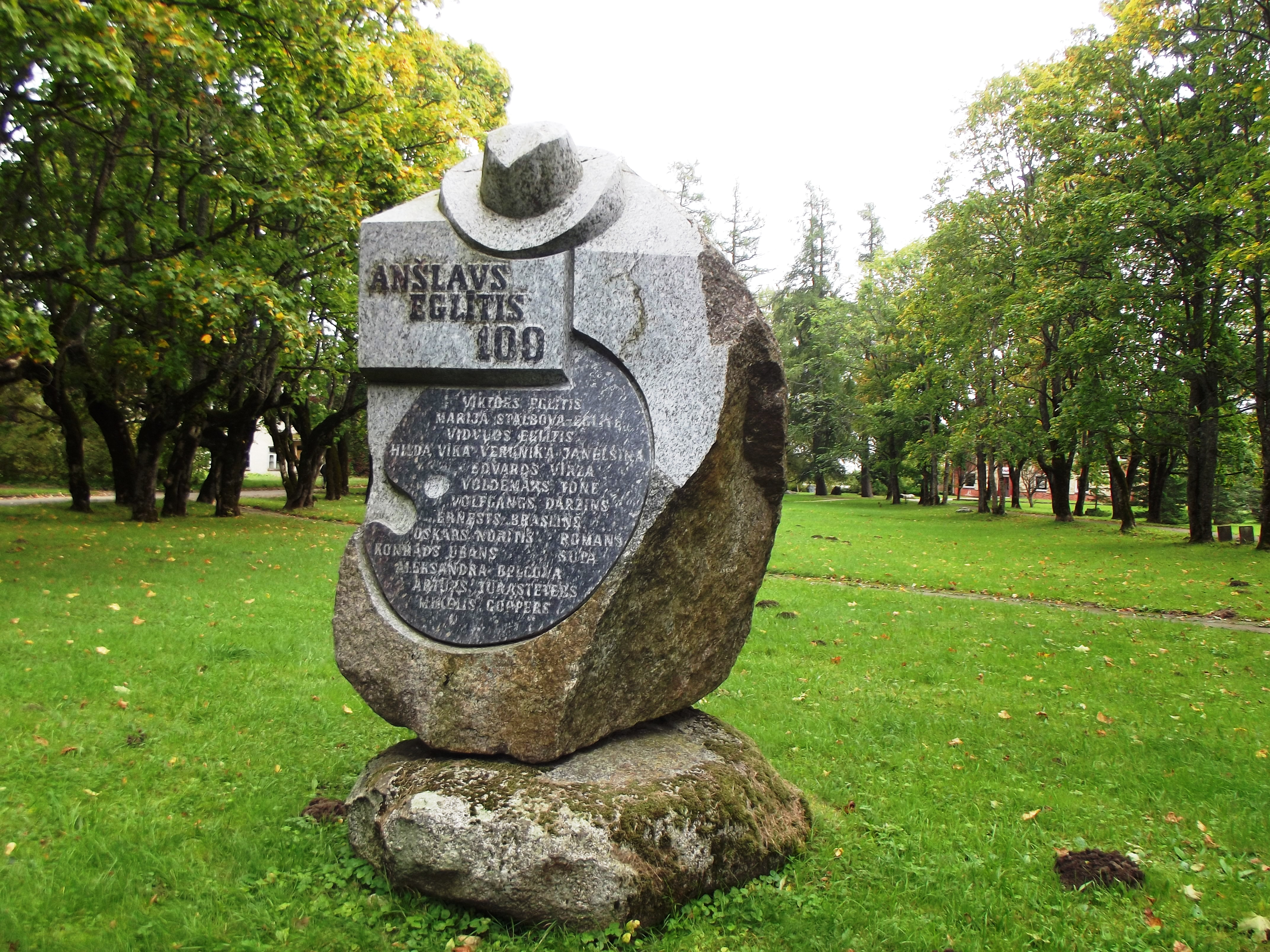
Monumentul lui Anšlavs Eglītis din Inciems.

Anšlavs Eglītis (n. 14 octombrie 1906, Riga, Imperiul Rus – d. 4 martie 1993, Los Angeles, California, SUA) a fost un scriitor, jurnalist și pictor leton, care a devenit refugiat în război în 1944. El a avut o carieră prolifică ca romancier și activitatea sa ulterioară a examinat adesea aspecte ale vieții din exil.

## Biografie
Anšlavs Eglītis s-a născut în Riga, Letonia, ca primul dintre cei doi copii ai părinților săi. Tatăl său a fost scriitorul leton Viktors Eglītis, care a fost unul dintre cei mai notabili reprezentanți ai decadentismului în literatura letonă. În timpul Primului Război Mondial, familia sa a trăit în Rusia, dar a revenit în Letonia în 1918. Pentru o perioadă scurtă de timp s-au stabilit în Alūksne. Începând cu anul 1919, familia sa a locuit la Riga, iar Anšlavs și-a început studiile în gimnaziul nr. 2 din orașul Riga. De asemenea, a studiat pictura în studioul unui pictor, Voldemārs Tone. Familia și-a petrecut toate vacanțele de vară în cabana din Inciems, pe care a descris-o ulterior în romanul său Pansija pilī (1962). A avut tuberculoză în 1925. Mama sa, care a avut și boală pulmonară, a murit în timpul șederii sale în sanatoriul Leysin. 
Eglītis și-a continuat studiile la Academia de Artă din Letonia și a absolvit în 1935. După absolvire a lucrat ca profesor de desen. În 1936 a fost publicată prima sa colecție de romane, Maestro. În 1938, Eglītis a început să lucreze ca jurnalist la cel mai mare ziar din Letonia, Jaunākās ziņas. În 1940, a colaborat și la revista Atpūta . 
A părăsit Riga pentru a se muta în Curlanda în octombrie 1944, dar a fugit mai târziu în Germania, unde s-a stabilit la Berlin. În timpul bătăliei de la Berlin, apartamentul său a fost distrus într-un raid aerian și Eglītis s-a mutat în Elveția. În 1950, s-a mutat în California, SUA. Tatăl său, scriitorul Viktors Eglītis a fost arestat, torturat și ucis în clădirea CEKA din Riga în 1945. Mormântul său nu este cunoscut. 
În exilul său american, Eglītis a scris peste 50 de romane și nuvele. În paralel cu cariera sa în literatură, el a devenit critic de teatru și film pentru ziarul leton Laiks publicat la Brooklyn, NY, care a publicat în foileton și o serie de romane ale sale. În 1957, cartea sa Neierasta Amerika a început să fie serializat în revista letono-sovietică Zvaigzne, dar a fost imediat calificată drept import de naționalism burghez și curând nu a mai fost publicată.
Succesul lucrărilor sale rezidă în latura lor avangardistă combinată cu loialitatea față de gustul popular. În Letonia post-sovietică, piesa sa Bătrâni fără rușine (Bezkaunīgie veči), în regia lui Mihail Kublinskis, este una dintre cele mai de succes producții ale Teatrului Național Leton.
A murit din cauza cancerului la Los Angeles, în 1993. În 2006, Poșta Letoniei a emis un timbru comemorativ în onoarea lui Eglītis. Un monument al scriitorului a fost dezvelit în 2008 în Inciems.